# Joe Gaetjens
Joseph Édouard Gaetjens, mais conhecido como Joe Gaetjens (Porto Príncipe, 19 de março de 1924 – 10 de julho de 1964), foi um futebolista haitiano e jogador da Seleção dos Estados Unidos na Copa do Mundo de 1950, no Brasil.

## Carreira
Filho de mãe haitiana e pai belga, emigrou para Nova York na década de 1940. Foi o autor do gol da vitória estadunidense por 1 a 0 sobre a Inglaterra, tida como uma das maiores zebras de todas as Copas. Após a disputa, foi para a França, onde atuou no Troyes.
Joe Gaetjens jogou pela seleção haitiana nas eliminatórias para a Copa do Mundo de 1954, contra o México, em 27 de Dezembro de 1953. Anos mais tarde, Gaetjens, mesmo nunca tendo se envolvido com política, seria capturado em 1964 pela ditadura de François Duvalier, apenas por trabalhar para um de seus rivais políticos: sequestrado pelos Tonton Macoute, a polícia da ditadura haitiana, foi, provavelmente, morto por este esquadrão da morte, nunca mais tendo sido visto vivo.
No filme The Game of Their Lives, que retrata a história por trás do jogo entre EUA e Inglaterra na Copa de 1950, Gaetjens é mostrado como cozinheiro de um restaurante posteriormente acrescentado à seleção estadunidense, já convocada, por sugestão de Walter Bahr. Foi interpretado pelo ator haitiano Jimmy Jean-Louis, que interpretou o personagem O Haitiano na série de TV Heroes e um africano em famosa cena do filme erótico A Magia de Emmanuelle.